# Вулька (Великопольське воєводство)
Вулька (пол. Wólka) — село в Польщі, у гміні Стшалково Слупецького повіту Великопольського воєводства. Населення — 358 осіб (2011).
У 1975-1998 роках село належало до Конінського воєводства.

## Демографія
Демографічна структура станом на 31 березня 2011 року:
|          | Загалом | Допрацездатний вік | Працездатний вік | Постпрацездатний вік |
| -------- | ------- | ------------------ | ---------------- | -------------------- |
| Чоловіки | 187     | 39                 | 137              | 11                   |
| Жінки    | 171     | 31                 | 106              | 34                   |
| Разом    | 358     | 70                 | 243              | 45                   |